# Овражне (Архангельська область)
Овражне (рос. Овражное) — селище в Коноському районі Архангельської області Російської Федерації.
Населення становить 7 осіб. Входить до складу муніципального утворення Вохтомське сільське поселення.

## Історія
Від 2004 року входить до складу муніципального утворення Вохтомське сільське поселення.

## Населення
| 2002 | 2010 | 2012 |
| ---- | ---- | ---- |
| 21   | ↘7   | →7   |